# كال بيد (قهستان)
كال بيد (بالفارسية: کال بید) هي مستوطنة تقع في إيران في قسم قهستان الريفي.